# 1.º Tony Awards
O Primeiro Tony Awards, mais formalmente conhecido como Antoinette Perry Awards for Excellence in Theatre, ocorreu em 6 de abril de 1947, no Waldorf-Astoria Hotel em Nova Iorque.

## Cerimônia
Oferecido pela American Theatre Wing, o prêmio celebrava "contribuições de destaque para a atual temporada de teatro estadunidense." O evento, apresentado por Brock Pemberton, foi transmitido para todo país via rádio..
O prêmio ganhou seu apelido, "Tonys", durante a própria cerimônia, quando Pemberton entregou um prêmio e o chamou de "Toni", referindo-se à Antoinette Perry, co-fundadora da American Theatre Wing.

Musicais executados na cerimônia foram Street Scene, Brigadoon e Finian's Rainbow. Oklahoma! e Carousel não puderam ser nomeados pois enquanto ainda estavam tendo sua primeira temporada de apresentações na época da premiação, tieram sua abertura muito recente para se qualificaram para o prêmio (Oklahoma! abriu em 1943, e Carousel em 1945).
O prêmio dado aos vencedores foi um certificado em papiro, uma pequena bolsa de prata para mulheres, e um acendedor para os homens, junto de outros brindes.

## Vencedores
Note: nomeados não eram anunciados

### Performance
| Prêmio                                                   | Vencedor (es)                                                    |
| -------------------------------------------------------- | ---------------------------------------------------------------- |
| Tony Award de Melhor Ator em um Peça de Teatro           | José Ferrer em Cyrano de Bergerac Fredric March em Years Ago     |
| Tony Award de Melhor Atriz em Peça de Teatro             | Ingrid Bergman em Joan of Lorraine Helen Hayes em Happy Birthday |
| Tony Award de Melhor Atriz Coadjuvante em Peça de Teatro | Patricia Neal em Another Part of the Forest                      |
| Tony Award de Melhor Ator Coadjuvante em Musical         | David Wayne em Finian's Rainbow                                  |

### Apoio
| Prêmio                                          | Vencedor |
| ----------------------------------------------- | --- |
| Tony Award de Melhor Diretor de Musical         | Elia Kazan por All My Sons                                                                                           |
| Tony Award de Melhor Vestuário de Musical       | Lucinda Ballard por Happy Birthday, Another Part of the Forest, Street Scene, John Loves Mary, The Chocolate Soldier |
| Tony Award de Melhor Coreografia de Musical     | Agnes de Mille por Brigadoon Michael Kidd por Finian's Rainbow                                                       |
| Tony Award de Melhor Trilha Original de Musical | Kurt Weill |

### Prêmios especiais
Source: The New York Times
- Dora Chamberlain - "por seu trabalho como contadora do Martin Beck Theatre"
- Senhor e Senhora Ira Katzenberg - "pelo seu entusiasmo como espectadores"
- Jules Leventhal -  "o membro de apoio e produtor mais prolífico da temporada"
- P.A. MacDonald - "por seus esforços notáveis"
- Burns Mantle - "por sua publicação anual"
- Arthur Miller - autor de All My Sons